# 스토리 아크
스토리 아크 (story arc)란 주로 서양권에서 각 에피소드가 줄거리 구조를 따르는 텔레비전 프로그램, 만화책, 연재 만화, 보드게임, 비디오 게임, 영화처럼 에피소드식 스토리텔링(storytelling) 매체 내에서 연장되거나 이어지는 줄거리를 일컫는 용어이다. 예를 들면 텔레비전 프로그램에서 하나의 줄거리가 여러 화에 걸쳐 다뤄지는 것과 같다.
텔레비전 드라마에서 스토리 아크의 사용은 코미디 프로그램보다는 드라마, 특히 연속극에서 더욱 흔하다. 전통적인 헐리우드 영화에서 스토리 아크는 일반적으로 세 가지 행동방식을 따른다. 웹툰은 신문 연재 만화보다 스토리 아크를 사용하는 경우가 더 많은데, 대부분의 웹툰은 온라인상에 기존 연재분이 있기 때문에 중간에 작품을 처음 접한 사람이 무슨 일이 벌어지는지 이해할 수 있다는 전제로 사용하기 때문이다.
여러 에피소드에 걸쳐 진행되는 이야기라는 개념은 예전부터 있어왔지만 '스토리 아크 (story arc)'라는 용어 자체의 유래는 1988년에 텔레비전 드라마 《와이즈가이》로부터 생겨난 것이며, 서양권에서는 다른 의미로도 빠르게 퍼져 적응되었다.

## 예시

### 코믹북
스토리 아크의 대표적인 예시로는 미국의 코믹북을 들 수 있다. 코믹북도 초창기에는 끝없이 연속되는 이야기로 구성된 경우가 대부분이었으나, 오늘날의 코믹북은 시리즈 자체는 계속되더라도 4~6화에 한 이야기씩 묶어 진행하는 구성을 띄고 있다. 스토리 아크가 짧으면 짧을수록 단행본으로 묶어 출판하기에 더 쉽고, 일반 독자들에게도 접근성이 더 나아진다는 장점이 있어 자리잡은 구성이다. 하지만 연속되는 이야기의 부재라 함은 결국 캐릭터나 주어진 상황에 근본적인 변화가 벌어지지 않아, 이야기의 발전도 이뤄지지 않고 스토리라인이 반복될 수 있다는 단점으로 귀결되는데, 1950년대 DC 코믹스의 《슈퍼맨》 시리즈가 대표적인 예시이다.

### TV 드라마
TV와 라디오 드라마의 경우 여러 화에 걸친 스토리라인을 소개하는 경우가 오히려 더 흔하며, 특정 국가에 지나지 않은 보편적인 현상이다. 서양에서는 에피소드라는 단위와 더불어, 스토리 아크를 기반으로 한 시리얼 (Serial)이라는 단위 개념을 종종 사용하기도 한다.
초창기 TV 드라마의 경우 스토리 아크의 형식을 차용한 드라마는 단편으로 이야기가 구성되는 경우가 많고, 새로운 시청자를 끌어들이기도 어려웠으며, 방송 판매 역시 여의치 않았다. 하지만 비디오 플레이어와 DVD의 도입, 나아가 스트리밍 서비스의 등장으로 한 시즌을 세트로 시청할 수 있게 되면서, 시청자의 줄거리 파악이 더 쉬워질 수 있도록 스토리 아크의 구조를 띈 시즌 포맷이 업계 제작 표준으로 자리잡게 되었다.
그러나 이와는 별개로 연속극이라는 장르에서는 처음부터 스토리 아크를 활용하는 것이 당연시되어 왔다. 이 때문에 스토리 아크를 차용하는 에피소드 형식의 드라마를 '연속극'으로 비꼬는 경우도 잦다.

### 그 외
'스토리 아크'는 동양권에서는 생소한 개념이지만, 서양에서는 일본 만화와 애니메이션 작품에서 찾아볼 수 있는 큼직한 줄거리 흐름을 스토리 아크의 좋은 예시로 바라보기도 한다. 대부분의 일본 애니메이션이 26화 구성에 하나의 큰 줄거리로 이어져 있으며, 시청자가 줄거리를 파악하려면 처음부터 끝까지 모든 화를 봐야 하기 때문에 분할하기 어렵다는 분석이다. 30화 이상인 경우에는 여러 개의 스토리 아크를 띄고 있다는 시각도 있다.
한 개의 작품이 하나의 스토리 아크를 지니고 있다고 평가받는 대표적인 애니메이션으로는 《신세기 에반게리온》이 있으며, 반대로 여러 개의 스토리 아크를 지니고 있는 장기 연재물로는 《블리치》, 《원피스》, 《나루토》, 《유희왕》 시리즈 등이 꼽힌다. 《드래곤볼 Z》의 경우 원작 만화의 여러 편 중에서 4편을 뽑아, 하나같이 최종보스가 등장하는 네 가지 스토리 아크로 요약되며, TV 오리지널 에피소드를 위한 스토리 아크도 담고 있다는 분석이다.

## 같이 보기
- 캐릭터 아크
- 연재 소설
- 미니시리즈